# Пеунов, Михаил Вадимович
Михаил Вадимович Пеунов (род. 1 января 1948 года, пос. Пустомыты, Львовская область, УССР) — советский спортсмен (лучник), тренер. Мастер спорта СССР международного класса (1971). Чемпион Ленинграда, чемпион ВФСО «Динамо», чемпион СССР (1969, 1971, личный зачёт), чемпион V летней Спартакиады народов СССР (1971). Рекордсмен СССР. Участник XX летних Олимпийских игр.

## Биография
Начал заниматься стрельбой из лука в 1963 году в Донецке. Тренировался под руководством В. С. Тублина.
Во время службы в армии представлял на соревнованиях Львов. В сборной СССР с 1969 года. В 1970 году переехал в Ленинград, где стал выступать за клуб «Динамо».
Побеждал на Чемпионатах СССР 1969 и 1971 года. На V Спартакиаде народов СССР в 1971 году стал абсолютным чемпионом, победив на дистанциях 30, 50 и 70 метров и заняв 2-е место в стрельбе с 90 метров. Принимал участие в летних Олимпийских играх 1972 года (12-е место в индивидуальном первенстве). Неоднократно улучшал рекорды СССР на различных дистанциях.
В 2017 году входил в состав судейской бригады на Турнире памяти Заслуженного тренера России Токарева В. Д. по стрельбе из лука (3-5.11.2017, Гатчина, Ленинградская область).

### Семья
- Жена (развёлся в 1977 г.) — Алла Александровна Пеунова (03.08.1946 — 08.08.1986), также мастер спорта СССР международного класса по стрельбе из лука (1972)[1][11][12].
- Сын Константин (1971 г.р.)[1]